# Coppa del Mondo di biathlon 2011
La Coppa del Mondo di biathlon 2011 fu la trentaquattresima edizione della manifestazione organizzata dall'Unione Internazionale Biathlon; ebbe inizio il 1º dicembre 2010 a Östersund, in Svezia, e si concluse il 20 marzo 2011 a Oslo Holmenkollen, in Norvegia. Nel corso della stagione si tennero a Chanty-Mansijsk i Campionati mondiali di biathlon 2011, validi anche ai fini della Coppa del Mondo, il cui calendario non contemplò dunque interruzioni. Per la prima volta fu assegnata una coppa di specialità per la classifica di staffetta mista.
In campo maschile furono disputate 26 gare individuali e 4 a squadre, in 10 diverse località. Il norvegese Tarjei Bø si aggiudicò sia la coppa di cristallo, il trofeo assegnato al vincitore della classifica generale, sia le Coppe di sprint e di inseguimento; il suo connazionale Emil Hegle Svendsen vinse le Coppe di partenza in linea e di individuale. Svendsen era il detentore uscente della Coppa generale.
In campo femminile furono disputate 26 gare individuali e 4 a squadre, in 10 diverse località. La finlandese Kaisa Mäkäräinen si aggiudicò sia la coppa di cristallo, sia quella di inseguimento; la tedesca Magdalena Neuner vinse la Coppa di sprint, la bielorussa Dar"ja Domračava quella di partenza in linea e la svedese Helena Ekholm quella di individuale. La Neuner era la detentrice uscente della Coppa generale.
Le staffette miste inserite in calendario furono tre, disputate in altrettante località.

## Partecipanti
Il numero di atleti che ogni nazione poté schierare fu stabilito in base ai risultati della precedente stagione. I contingenti furono ridotti per esigenze televisive e per aumentare la competitività rispetto alla passato. La decisione venne presa al congresso IBU di San Pietroburgo del 4 settembre 2010; si portò inoltre lo scalino da 4 a 5 nazioni: così le prime cinque nazioni della classifica possono schierare sei atleti in individuale e sprint, le nazioni classificatesi tra il sesto e il decimo posto hanno cinque posti e così via.
Queste le quote di partenza per gli uomini:
- 6 atleti:  Norvegia,  Russia,  Austria,  Francia,  Germania
- 5 atleti:  Svezia,  Ucraina,  Svizzera,  Rep. Ceca,  Stati Uniti
- 4 atleti:  Bielorussia,  Italia,  Slovenia,  Canada,  Slovacchia
- 3 atleti:  Estonia,  Lettonia,  Finlandia,  Bulgaria,  Polonia
- 2 atleti:  Giappone,  Kazakistan,  Regno Unito,  Croazia,  Serbia
- 1 atleti:  Corea del Sud,  Ungheria,  Romania,  Cina,  Australia
- 0 atleti:  Lituania,  Belgio,  Moldavia,  Groenlandia,  Paesi Bassi,  Bosnia ed Erzegovina,  Grecia,  Macedonia,  Turchia

Queste invece le quote di partenza per le donne:
- 6 atlete:  Germania,  Russia,  Francia,  Svezia,  Ucraina
- 5 atlete:  Bielorussia,  Norvegia,  Slovenia,  Polonia,  Kazakistan
- 4 atlete:  Cina,  Rep. Ceca,  Italia,  Romania,  Slovacchia
- 3 atlete:  Canada,  Finlandia,  Lettonia,  Estonia,  Stati Uniti
- 2 atlete:  Bulgaria,  Giappone,  Corea del Sud,  Moldavia,  Svizzera
- 1 atlete:  Austria,  Regno Unito,  Croazia,  Lituania,  Nuova Zelanda
- 0 atlete:  Groenlandia,  Andorra,  Grecia,  Bosnia ed Erzegovina,  Spagna

Per ogni tappa vennero assegnate 3 wild card.

## Uomini

### Risultati
| Data                                 | Località          | Nazione     | Spec. | Primo                                                                    | Tempo (tiri)                                              | Secondo                                                                         | Tempo (tiri)                                              | Terzo                                                                       | Tempo (tiri)                                              |
| ------------------------------------ | ----------------- | ----------- | ----- | ------------------------------------------------------------------------ | --------------------------------------------------------- | ------------------------------------------------------------------------------- | --------------------------------------------------------- | --------------------------------------------------------------------------- | --------------------------------------------------------- |
| 2 dicembre 2010                      | Östersund         | Svezia      | IN    | Emil Hegle Svendsen                                                      | 55:07.7 (0+1+0+1)                                         | Ole Einar Bjørndalen                                                            | 55:26.8 (0+0+0+2)                                         | Martin Fourcade                                                             | 55:45.5 (0+1+0+0)                                         |
| 4 dicembre 2010                      | Östersund         | Svezia      | SP    | Emil Hegle Svendsen                                                      | 25:01.9 (1+0)                                             | Ole Einar Bjørndalen                                                            | 25:05.8 (0+0)                                             | Martin Fourcade                                                             | 25:16.2 (0+0)                                             |
| 5 dicembre 2010                      | Östersund         | Svezia      | PU    | Ole Einar Bjørndalen                                                     | 35:47.7 (0+0+1+1)                                         | Emil Hegle Svendsen                                                             | 36:13.9 (0+0+1+2)                                         | Jakov Fak                                                                   | 36:48.4 (1+2+0+0)                                         |
| 10 dicembre 2010                     | Hochfilzen        | Austria     | SP    | Tarjei Bø                                                                | 28:17.6 (0+0)                                             | Serhij Sednjev                                                                  | 28:45.1 (0+1)                                             | Alexis Bœuf                                                                 | 28:50.9 (0+1)                                             |
| 11 dicembre 2010                     | Hochfilzen        | Austria     | PU    | Tarjei Bø                                                                | 36:32.4 (0+0+0+1)                                         | Simon Eder                                                                      | 37:11.1 (0+0+0+0)                                         | Ivan Čerezov                                                                | 37:12.4 (1+0+0+1)                                         |
| 12 dicembre 2010                     | Hochfilzen        | Austria     | RL    | Norvegia Alexander Os Ole Einar Bjørndalen Emil Hegle Svendsen Tarjei Bø | 1:29:38.2 (1+3) (0+1) (0+0) (0+0) (0+0) (0+1) (0+2) (0+0) | Austria Daniel Mesotitsch Tobias Eberhard Christoph Sumann Dominik Landertinger | 1:30:31.3 (0+1) (0+1) (0+0) (0+1) (0+0) (0+0) (0+0) (0+1) | Francia Vincent Jay Jean-Guillaume Béatrix Loïs Habert Martin Fourcade      | 1:33:07.0 (0+0) (0+1) (0+1) (0+0) (0+1) (1+3) (1+3) (0+0) |
| 16 dicembre 2010                     | Pokljuka          | Slovenia    | IN    | Daniel Mesotitsch                                                        | 52:05.6 (1+0+0+0)                                         | Benjamin Weger                                                                  | 53:04.0 (0+0+1+0)                                         | Serhij Sednjev                                                              | 53:26.8 (1+0+0+1)                                         |
| 18 dicembre 2010                     | Pokljuka          | Slovenia    | SP    | Björn Ferry                                                              | 27:25.9 (0+0)                                             | Tarjei Bø                                                                       | 27:31.0 (1+0)                                             | Michael Greis                                                               | 27:34.6 (0+0)                                             |
| 5 gennaio 2011                       | Oberhof           | Germania    | RL    | Germania Christoph Stephan Alexander Wolf Arnd Peiffer Michael Greis     | 1:23:53.0 (1+3) (0+0) (0+2) (0+2) (0+3) (0+3)             | Rep. Ceca Zdeněk Vítek Jaroslav Soukup Ondřej Moravec Michal Šlesingr           | 1:26:15.8 (0+1) (0+0) (0+2) (1+3) (1+3) (0+0) (0+2) (1+3) | Norvegia Alexander Os Lars Berger Rune Brattsveen Ole Einar Bjørndalen      | 1:26:17.0 (0+0) (1+3) (0+1) (0+3) (0+0) (0+0) (0+0) (0+1) |
| 7 gennaio 2011                       | Oberhof           | Germania    | SP    | Tarjei Bø                                                                | 25:49.7 (0+1)                                             | Arnd Peiffer                                                                    | 26:06.4 (0+1)                                             | Michal Šlesingr                                                             | 26:10.4 (0+0)                                             |
| 9 gennaio 2011                       | Oberhof           | Germania    | MS    | Tarjei Bø                                                                | 39:51.3 (0+1+0+1)                                         | Emil Hegle Svendsen                                                             | 39:53.7 (1+0+2+0)                                         | Ivan Čerezov                                                                | 39:55.4 (0+0+1+1)                                         |
| 12 gennaio 2011                      | Ruhpolding        | Germania    | IN    | Emil Hegle Svendsen                                                      | 50:39.4 (0+0+0+1)                                         | Martin Fourcade                                                                 | 50:46.8 (0+0+0+1)                                         | Dominik Landertinger                                                        | 51:03.1 (0+0+0+1)                                         |
| 14 gennaio 2011                      | Ruhpolding        | Germania    | SP    | Lars Berger                                                              | 23:55.1 (0+0)                                             | Martin Fourcade                                                                 | 24:16.8 (0+0)                                             | Ivan Čerezov                                                                | 24:18.9 (0+0)                                             |
| 16 gennaio 2011                      | Ruhpolding        | Germania    | PU    | Björn Ferry                                                              | 31:56.6 (0+0+0+0)                                         | Martin Fourcade                                                                 | 32:01.5 (0+1+1+0)                                         | Michael Greis                                                               | 32:03.5 (0+0+0+0)                                         |
| 20 gennaio 2011                      | Anterselva        | Italia      | SP    | Anton Šipulin                                                            | 23:36.2 (0+0)                                             | Michael Greis                                                                   | 23:46.2 (0+0)                                             | Lars Berger                                                                 | 23:56.7 (0+1)                                             |
| 22 gennaio 2011                      | Anterselva        | Italia      | MS    | Martin Fourcade                                                          | 32:01.5 (0+0+1+0)                                         | Björn Ferry                                                                     | 31:56.6 (0+0+1+1)                                         | Anton Šipulin                                                               | 23:36.2 (1+1+0+0)                                         |
| 23 gennaio 2011                      | Anterselva        | Italia      | RL    | Germania Christoph Stephan Daniel Böhm Arnd Peiffer Michael Greis        | 1:10:17.2 (0+1) (0+0) (0+0) (0+2) (0+2) (0+0) (0+0) (0+2) | Italia Christian De Lorenzi René-Laurent Vuillermoz Lukas Hofer Markus Windisch | 1:10:35.8 (0+2) (0+1) (0+0) (0+1) (0+0) (0+3) (0+0) (0+2) | Norvegia Emil Hegle Svendsen Ole Einar Bjørndalen Alexander Os Tarjei Bø    | 1:10:45.4 (0+1) (0+1) (0+0) (0+0) (0+0) (0+2) (0+1) (0+3) |
| 4 febbraio 2011                      | Presque Isle      | Stati Uniti | SP    | Arnd Peiffer                                                             | 25:28.8 (0+0)                                             | Martin Fourcade                                                                 | 25:44.7 (0+1)                                             | Ivan Čerezov                                                                | 26:05.2 (0+0)                                             |
| 6 febbraio 2011                      | Presque Isle      | Stati Uniti | PU    | Alexis Bœuf                                                              | 36:02.4 (0+1+0+1)                                         | Ivan Čerezov                                                                    | 36:12.7 (1+1+2+0)                                         | Carl Johan Bergman                                                          | 36:16.7 (1+0+0+2)                                         |
| 10 febbraio 2011                     | Fort Kent         | Stati Uniti | SP    | Emil Hegle Svendsen                                                      | 24:51.4 (0+1)                                             | Michal Šlesingr                                                                 | 24:58.6 (0+0)                                             | Tarjei Bø                                                                   | 25:00.7 (0+0)                                             |
| 12 febbraio 2011                     | Fort Kent         | Stati Uniti | PU    | Emil Hegle Svendsen                                                      | 35:46.0 (0+0+0+1)                                         | Martin Fourcade                                                                 | 35:46.0 (0+0+1+0)                                         | Tarjei Bø                                                                   | 37:03.5 (1+0+0+2)                                         |
| 13 febbraio 2011                     | Fort Kent         | Stati Uniti | MS    | Martin Fourcade                                                          | 39:48.9 (0+0+2+0)                                         | Tomasz Sikora                                                                   | 39:52.0 (0+0+0+0)                                         | Tarjei Bø                                                                   | 39:53.6 (0+0+1+1)                                         |
| Campionati mondiali di biathlon 2011 |                   |             |       |                                                                          |                                                           |                                                                                 |                                                           |                                                                             |                                                           |
| 5 marzo 2011                         | Chanty-Mansijsk   | Russia      | SP    | Arnd Peiffer                                                             | 24:34.0 (0+1)                                             | Martin Fourcade                                                                 | 24:47.0 (2+0)                                             | Tarjei Bø                                                                   | 24:59.2 (1+0)                                             |
| 6 marzo 2011                         | Chanty-Mansijsk   | Russia      | PU    | Martin Fourcade                                                          | 33:02.6 (0+1+2+0)                                         | Emil Hegle Svendsen                                                             | 33:06.4 (0+0+1+1)                                         | Tarjei Bø                                                                   | 33:07.8 (0+0+1+1)                                         |
| 8 marzo 2011                         | Chanty-Mansijsk   | Russia      | IN    | Tarjei Bø                                                                | 48:29.9 (0+0+1+0)                                         | Maksim Maksimov                                                                 | 49:09.9 (0+0+0+0)                                         | Christoph Sumann                                                            | 49:15.4 (0+0+0+1)                                         |
| 11 marzo 2011                        | Chanty-Mansijsk   | Russia      | RL    | Norvegia Ole Einar Bjørndalen Alexander Os Emil Hegle Svendsen Tarjei Bø | 1:16:13.9 (0+0) (0+0) (0+0) (1+3) (0+1) (0+2) (0+1) (1+3) | Russia Anton Šipulin Evgenij Ustjugov Maksim Maksimov Ivan Čerezov              | 1:16:27.3 (0+1) (0+1) (0+0) (0+2) (0+1) (0+0) (0+3) (0+0) | Ucraina Oleksandr Bilanenko Andrij Deryzemlja Serhij Semenov Serhij Sednjev | 1:16:41.9 (0+1) (0+2) (0+0) (0+1) (0+2) (0+1)             |
| 12 marzo 2011                        | Chanty-Mansijsk   | Russia      | MS    | Emil Hegle Svendsen                                                      | 38:42.7 (0+0+0+1)                                         | Evgenij Ustjugov                                                                | 38:47.7 (0+0+0+0)                                         | Lukas Hofer                                                                 | 38:57.0 (0+0+0+1)                                         |
| 17 marzo 2011                        | Oslo Holmenkollen | Norvegia    | SP    | Andreas Birnbacher                                                       | 26:14.6 (0+0)                                             | Björn Ferry                                                                     | 26:24.8 (0+0)                                             | Alexander Wolf                                                              | 26:58.6 (0+0)                                             |
| 19 marzo 2011                        | Oslo Holmenkollen | Norvegia    | PU    | Emil Hegle Svendsen                                                      | 32:59.2 (0+2+1+0)                                         | Tarjei Bø                                                                       | 32:59.8 (0+0+1+0)                                         | Martin Fourcade                                                             | 33:06.5 (1+0+0+0)                                         |
| 20 marzo 2011                        | Oslo Holmenkollen | Norvegia    | MS    | Emil Hegle Svendsen                                                      | 39:07.6 (0+1+1+0)                                         | Evgenij Ustjugov                                                                | 39:08.0 (0+0+0+1)                                         | Ole Einar Bjørndalen                                                        | 39:17.6 (0+1+0+0)                                         |

Legenda:

IN = individuale

SP = sprint

PU = inseguimento

MS = partenza in linea

RL = staffetta

### Classifiche

#### Generale
| Pos. | Nome                 | Nazione   | Punti |
| ---- | -------------------- | --------- | ----- |
| 1    | Tarjei Bø            | Norvegia  | 1110  |
| 2    | Emil Hegle Svendsen  | Norvegia  | 1105  |
| 3    | Martin Fourcade      | Francia   | 990   |
| 4    | Arnd Peiffer         | Germania  | 735   |
| 5    | Ivan Čerezov         | Russia    | 711   |
| 6    | Michael Greis        | Germania  | 707   |
| 7    | Björn Ferry          | Svezia    | 607   |
| 8    | Christoph Sumann     | Austria   | 594   |
| 9    | Michal Šlesingr      | Rep. Ceca | 592   |
| 10   | Ole Einar Bjørndalen | Norvegia  | 586   |

#### Sprint
| Pos. | Nome                | Nazione  | Punti |
| ---- | ------------------- | -------- | ----- |
| 1    | Tarjei Bø           | Norvegia | 393   |
| 2    | Emil Hegle Svendsen | Norvegia | 369   |
| 3    | Arnd Peiffer        | Germania | 333   |
| 4    | Martin Fourcade     | Francia  | 307   |
| 5    | Michael Greis       | Germania | 293   |

#### Inseguimento
| Pos. | Nome                | Nazione  | Punti |
| ---- | ------------------- | -------- | ----- |
| 1    | Tarjei Bø           | Norvegia | 334   |
| 2    | Martin Fourcade     | Francia  | 320   |
| 3    | Emil Hegle Svendsen | Norvegia | 304   |
| 4    | Ivan Čerezov        | Russia   | 229   |
| 5    | Simon Eder          | Austria  | 183   |

#### Partenza in linea
| Pos. | Nome                | Nazione  | Punti |
| ---- | ------------------- | -------- | ----- |
| 1    | Emil Hegle Svendsen | Norvegia | 244   |
| 2    | Martin Fourcade     | Francia  | 230   |
| 3    | Tarjei Bø           | Norvegia | 211   |
| 4    | Evgenij Ustjugov    | Russia   | 149   |
| 5    | Lukas Hofer         | Italia   | 148   |

#### Individuale
| Pos. | Nome                 | Nazione  | Punti |
| ---- | -------------------- | -------- | ----- |
| 1    | Emil Hegle Svendsen  | Norvegia | 188   |
| 2    | Tarjei Bø            | Norvegia | 172   |
| 3    | Martin Fourcade      | Francia  | 133   |
| 4    | Ole Einar Bjørndalen | Norvegia | 126   |
| 5    | Michael Greis        | Germania | 113   |

#### Staffetta
| Pos. | Nazione  | Punti |
| ---- | -------- | ----- |
| 1    | Norvegia | 216   |
| 2    | Germania | 199   |
| 3    | Ucraina  | 163   |
| 4    | Italia   | 161   |
| 5    | Austria  | 154   |

#### Nazioni
| Pos. | Nazione  | Punti |
| ---- | -------- | ----- |
| 1    | Norvegia | 7428  |
| 2    | Germania | 6990  |
| 3    | Russia   | 6507  |
| 4    | Austria  | 6381  |
| 5    | Francia  | 6351  |

## Donne

### Risultati
| Data                                 | Località          | Nazione     | Spec. | Prima                                                                       | Tempo (tiri)                                              | Seconda                                                                      | Tempo (tiri)                                              | Terza                                                                             | Tempo (tiri)                                              |
| ------------------------------------ | ----------------- | ----------- | ----- | --------------------------------------------------------------------------- | --------------------------------------------------------- | ---------------------------------------------------------------------------- | --------------------------------------------------------- | --------------------------------------------------------------------------------- | --------------------------------------------------------- |
| 1º dicembre 2010                     | Östersund         | Svezia      | IN    | Anna Carin Olofsson                                                         | 45:26.1 (0+0+0+0)                                         | Marie-Laure Brunet                                                           | 45:35.0 (1+0+0+1)                                         | Helena Ekholm                                                                     | 46:08.8 (1+0+0+1)                                         |
| 3 dicembre 2010                      | Östersund         | Svezia      | SP    | Kaisa Mäkäräinen                                                            | 22:42.1 (0+0)                                             | Miriam Gössner                                                               | 23:00.8 (0+0)                                             | Dar"ja Domračava                                                                  | 23:29.2 (1+0)                                             |
| 5 dicembre 2010                      | Östersund         | Svezia      | PU    | Kaisa Mäkäräinen                                                            | 31:57.1 (0+0+0+0)                                         | Miriam Gössner                                                               | 33:22.4 (0+1+1+1)                                         | Helena Ekholm                                                                     | 33:38.6 (0+1+0+1)                                         |
| 10 dicembre 2010                     | Hochfilzen        | Austria     | SP    | Anastasija Kuz'mina                                                         | 25:30.6 (0+0)                                             | Dar"ja Domračava                                                             | 25:50.4 (0+1)                                             | Kaisa Mäkäräinen                                                                  | 25:54.4 (0+1)                                             |
| 11 dicembre 2010                     | Hochfilzen        | Austria     | RL    | Germania Kathrin Hitzer Magdalena Neuner Sabrina Buchholz Andrea Henkel     | 1:16:22.5 (0+1) (0+2) (0+0) (0+1) (0+1) (0+2) (0+1) (0+1) | Ucraina Oksana Chvostenko Olena Pidhrušna Vita Semerenko Valentyna Semerenko | 1:17:21.6 (0+2) (0+2) (0+1) (0+0) (0+0) (0+0) (0+1) (0+2) | Norvegia Synnøve Solemdal Ann Kristin Flatland Fanny Horn Tora Berger             | 1:17:30.9 (0+1) (0+2) (0+3) (0+0) (0+0) (0+0)             |
| 12 dicembre 2010                     | Hochfilzen        | Austria     | PU    | Helena Ekholm                                                               | 35:17.8 (0+1+0+0)                                         | Kaisa Mäkäräinen                                                             | 35:49.8 (0+0+0+2)                                         | Dar"ja Domračava                                                                  | 36:04.1 (0+0+1+2)                                         |
| 16 dicembre 2010                     | Pokljuka          | Slovenia    | IN    | Tora Berger                                                                 | 42:47.0 (0+0+0+0)                                         | Kaisa Mäkäräinen                                                             | 42:48.8 (0+0+0+1)                                         | Marie-Laure Brunet                                                                | 43:22.3 (0+0+0+0)                                         |
| 18 dicembre 2010                     | Pokljuka          | Slovenia    | SP    | Magdalena Neuner                                                            | 23:05.2 (0+2)                                             | Anastasija Kuz'mina                                                          | 23:16.4 (0+1)                                             | Kaisa Mäkäräinen Ol'ga Zajceva                                                    | 23:22.2                                                   |
| 6 gennaio 2011                       | Oberhof           | Germania    | RL    | Svezia Jenny Jonsson Anna Carin Olofsson Anna Maria Nilsson Helena Ekholm   | 1:17:53.1 (0+1) (0+0) (0+0) (1+3) (0+1) (0+2) (0+1) (0+0) | Francia Anaïs Bescond Marie Dorin Pauline Macabies Marie-Laure Brunet        | 1:18:45.4 (0+2) (0+2) (0+0) (0+0) (0+0) (3+3) (0+0) (0+2) | Bielorussia Nadzeja Skardzina Dar"ja Domračava Nadzeja Pisarava Ljudmila Kalinčyk | 1:19:24.5 (0+0) (1+3) (0+0) (0+3) (0+2) (0+2) (0+2) (0+1) |
| 8 gennaio 2011                       | Oberhof           | Germania    | SP    | Ann Kristin Flatland                                                        | 23:29.5 (1+0)                                             | Magdalena Neuner                                                             | 23:35.2 (1+1)                                             | Andrea Henkel                                                                     | 23:44.7 (0+1)                                             |
| 9 gennaio 2011                       | Oberhof           | Germania    | MS    | Helena Ekholm                                                               | 39:22.9 (0+0+0+0)                                         | Andrea Henkel                                                                | 39:24.5 (0+1+1+0)                                         | Svetlana Slepcova                                                                 | 39:28.1 (0+0+0+0)                                         |
| 13 gennaio 2011                      | Ruhpolding        | Germania    | IN    | Ol'ga Zajceva                                                               | 41:46.1 (0+0+0+0)                                         | Andrea Henkel                                                                | 42:00.6 (0+0+0+0)                                         | Helena Ekholm                                                                     | 42:23.5 (0+0+0+0)                                         |
| 15 gennaio 2011                      | Ruhpolding        | Germania    | SP    | Tora Berger                                                                 | 20:33.3 (0+0)                                             | Andrea Henkel                                                                | 20:34.4 (0+0)                                             | Magdalena Neuner                                                                  | 20:49.1 (0+1)                                             |
| 16 gennaio 2011                      | Ruhpolding        | Germania    | PU    | Tora Berger                                                                 | 28:50.9 (0+0+0+1)                                         | Andrea Henkel                                                                | 29:28.6 (0+0+1+1)                                         | Kaisa Mäkäräinen                                                                  | 29:50.2 (2+0+0+0)                                         |
| 21 gennaio 2011                      | Anterselva        | Italia      | SP    | Tora Berger                                                                 | 20:08.1 (0+0)                                             | Anastasija Kuz'mina                                                          | 20:37.2 (0+1)                                             | Ol'ga Zajceva                                                                     | 20:44.5 (0+1)                                             |
| 22 gennaio 2011                      | Anterselva        | Italia      | RL    | Russia Svetlana Slepcova Anna Bogalij-Titovec Natal'ja Guseva Ol'ga Zajceva | 1:11:14.7 (0+1) (0+0) (0+1) (0+2) (0+0) (0+2) (0+0) (0+0) | Svezia Jenny Jonsson Anna Carin Olofsson Anna Maria Nilsson Helena Ekholm    | 1:12:11.8 (0+0) (0+0) (0+3) (0+1) (0+1) (0+1) (0+1) (0+0) | Germania Sabrina Buchholz Kathrin Hitzer Miriam Gössner Andrea Henkel             | 1:13:34.8 (2+3) (0+0) (0+0) (0+2) (0+1) (2+3) (0+1) (0+3) |
| 23 gennaio 2011                      | Anterselva        | Italia      | MS    | Tora Berger                                                                 | 33:56.31 (0+1+0+1)                                        | Marie-Laure Brunet                                                           | 33:56.9 (0+0+0+1)                                         | Dar"ja Domračava                                                                  | 34:02.1 (0+0+0+0)                                         |
| 4 febbraio 2011                      | Presque Isle      | Stati Uniti | SP    | Helena Ekholm                                                               | 20:38.7 (0+0)                                             | Tora Berger                                                                  | 20:47.5 (0+1)                                             | Valentyna Semerenko                                                               | 20:58.1 (0+0)                                             |
| 6 febbraio 2011                      | Presque Isle      | Stati Uniti | PU    | Tora Berger                                                                 | 35:12.1 (0+1+2+1)                                         | Marie Dorin                                                                  | 35:42.8 (0+0+1+2)                                         | Dar"ja Domračava                                                                  | 36:23.3 (0+0+3+2)                                         |
| 11 febbraio 2011                     | Fort Kent         | Stati Uniti | SP    | Andrea Henkel                                                               | 23:20.0 (0+0)                                             | Miriam Gössner                                                               | 23:30.9 (0+2)                                             | Magdalena Neuner                                                                  | 23:35.8 (1+1)                                             |
| 12 febbraio 2011                     | Fort Kent         | Stati Uniti | PU    | Andrea Henkel                                                               | 31:09.1 (0+0+1+0)                                         | Magdalena Neuner                                                             | 31:33.9 (2+0+0+1)                                         | Marie Dorin                                                                       | 32:02.7 (0+0+0+0)                                         |
| 13 febbraio 2011                     | Fort Kent         | Stati Uniti | MS    | Magdalena Neuner                                                            | 39:30.6 (0+0+0+1)                                         | Andrea Henkel                                                                | 39:54.2 (0+0+1+0)                                         | Dar"ja Domračava                                                                  | 39:59.3 (1+0+0+0)                                         |
| Campionati mondiali di biathlon 2011 |                   |             |       |                                                                             |                                                           |                                                                              |                                                           |                                                                                   |                                                           |
| 5 marzo 2011                         | Chanty-Mansijsk   | Russia      | SP    | Magdalena Neuner                                                            |                                                           | Kaisa Mäkäräinen                                                             |                                                           | Anastasija Kuz'mina                                                               |                                                           |
| 6 marzo 2011                         | Chanty-Mansijsk   | Russia      | PU    | Kaisa Mäkäräinen                                                            |                                                           | Magdalena Neuner                                                             |                                                           | Helena Ekholm                                                                     |                                                           |
| 9 marzo 2011                         | Chanty-Mansijsk   | Russia      | IN    | Helena Ekholm                                                               |                                                           | Tina Bachmann                                                                |                                                           | Vita Semerenko                                                                    |                                                           |
| 12 marzo 2011                        | Chanty-Mansijsk   | Russia      | MS    | Magdalena Neuner                                                            |                                                           | Dar"ja Domračava                                                             |                                                           | Tora Berger                                                                       |                                                           |
| 13 marzo 2011                        | Chanty-Mansijsk   | Russia      | RL    | Germania Andrea Henkel Miriam Gössner Tina Bachmann Magdalena Neuner        |                                                           | Francia Anaïs Bescond Marie-Laure Brunet Sophie Boilley Marie Dorin          |                                                           | Bielorussia Nadzeja Skardzina Dar"ja Domračava Nadzeja Pisarava Ljudmila Kalinčyk |                                                           |
| 17 marzo 2011                        | Oslo Holmenkollen | Norvegia    | SP    | Magdalena Neuner                                                            |                                                           | Tora Berger                                                                  |                                                           | Dar"ja Domračava                                                                  |                                                           |
| 19 marzo 2011                        | Oslo Holmenkollen | Norvegia    | PU    | Anastasija Kuz'mina                                                         |                                                           | Dar"ja Domračava                                                             |                                                           | Andrea Henkel                                                                     |                                                           |
| 20 marzo 2011                        | Oslo Holmenkollen | Norvegia    | MS    | Dar"ja Domračava                                                            |                                                           | Anna Bogalij-Titovec                                                         |                                                           | Ol'ga Zajceva                                                                     |                                                           |

Legenda:

IN = individuale

SP = sprint

PU = inseguimento

MS = partenza in linea

RL = staffetta

### Classifiche

#### Generale
| Pos. | Nome                | Nazione     | Punti |
| ---- | ------------------- | ----------- | ----- |
| 1    | Kaisa Mäkäräinen    | Finlandia   | 1005  |
| 2    | Andrea Henkel       | Germania    | 972   |
| 3    | Helena Ekholm       | Svezia      | 971   |
| 4    | Tora Berger         | Norvegia    | 963   |
| 5    | Magdalena Neuner    | Germania    | 952   |
| 6    | Dar"ja Domračava    | Bielorussia | 862   |
| 7    | Marie Dorin         | Francia     | 726   |
| 8    | Teja Gregorin       | Slovenia    | 722   |
| 9    | Anastasija Kuz'mina | Slovacchia  | 708   |
| 10   | Anna Carin Olofsson | Svezia      | 703   |

#### Sprint
| Pos. | Nome                | Nazione    | Punti |
| ---- | ------------------- | ---------- | ----- |
| 1    | Magdalena Neuner    | Germania   | 404   |
| 2    | Kaisa Mäkäräinen    | Finlandia  | 391   |
| 3    | Tora Berger         | Norvegia   | 356   |
| 4    | Andrea Henkel       | Germania   | 349   |
| 5    | Anastasija Kuz'mina | Slovacchia | 328   |

#### Inseguimento
| Pos. | Nome             | Nazione     | Punti |
| ---- | ---------------- | ----------- | ----- |
| 1    | Kaisa Mäkäräinen | Finlandia   | 343   |
| 2    | Andrea Henkel    | Germania    | 303   |
| 3    | Helena Ekholm    | Svezia      | 279   |
| 4    | Tora Berger      | Norvegia    | 268   |
| 5    | Dar"ja Domračava | Bielorussia | 252   |

#### Partenza in linea
| Pos. | Nome             | Nazione     | Punti |
| ---- | ---------------- | ----------- | ----- |
| 1    | Dar"ja Domračava | Bielorussia | 236   |
| 2    | Magdalena Neuner | Germania    | 228   |
| 3    | Tora Berger      | Norvegia    | 206   |
| 4    | Andrea Henkel    | Germania    | 205   |
| 5    | Helena Ekholm    | Svezia      | 195   |

#### Individuale
| Pos. | Nome                | Nazione  | Punti |
| ---- | ------------------- | -------- | ----- |
| 1    | Helena Ekholm       | Svezia   | 173   |
| 2    | Valentyna Semerenko | Ucraina  | 159   |
| 3    | Ol'ga Zajceva       | Russia   | 138   |
| 4    | Tora Berger         | Norvegia | 133   |
| 5    | Marie-Laure Brunet  | Francia  | 132   |

#### Staffetta
| Pos. | Nazione     | Punti |
| ---- | ----------- | ----- |
| 1    | Germania    | 206   |
| 2    | Svezia      | 190   |
| 3    | Russia      | 177   |
| 4    | Francia     | 177   |
| 5    | Bielorussia | 175   |

#### Nazioni
| Pos. | Nazione  | Punti |
| ---- | -------- | ----- |
| 1    | Germania | 7236  |
| 2    | Russia   | 6813  |
| 3    | Svezia   | 6669  |
| 4    | Francia  | 6510  |
| 5    | Norvegia | 6301  |

## Misto

### Risultati
| Data                                 | Località        | Nazione     | Spec. | Primo                                                                         | Tempo (tiri)                                              | Secondo                                                              | Tempo (tiri)                                              | Terzo                                                              | Tempo (tiri)                                              |
| ------------------------------------ | --------------- | ----------- | ----- | ----------------------------------------------------------------------------- | --------------------------------------------------------- | -------------------------------------------------------------------- | --------------------------------------------------------- | ------------------------------------------------------------------ | --------------------------------------------------------- |
| 19 dicembre 2010                     | Pokljuka        | Slovenia    | MX    | Svezia Helena Ekholm Anna Carin Olofsson Fredrik Lindström Carl Johan Bergman | 1:17:52.0 (0+1) (0+0) (0+0) (0+2) (0+3) (0+2)             | Ucraina Olena Pidhrušna Vita Semerenko Serhij Semenov Serhij Sednjev | 1:17:52.3 (0+2) (0+1) (0+0) (0+2) (0+1) (0+0) (0+0) (0+1) | Francia Marie-Laure Brunet Marie Dorin Vincent Jay Martin Fourcade | 1:17:53.3 (0+0) (0+1) (0+3) (0+2) (0+3) (0+0)             |
| 5 febbraio 2011                      | Presque Isle    | Stati Uniti | MX    | Germania Kathrin Hitzer Magdalena Neuner Alexander Wolf Daniel Böhm           | 1:13:31.6 (0+0) (0+2) (0+1) (0+1) (0+2) (0+1) (0+2) (0+2) | Francia Marie-Laure Brunet Sophie Boilley Vincent Jay Alexis Bœuf    | 1:13:59.5 (0+0) (0+2) (0+3) (0+1) (0+0) (0+0) (0+1) (0+0) | Russia Svetlana Slepcova Natal'ja Guseva Ivan Čerezov Maksim Čudov | 1:14:33.0 (0+1) (0+2) (0+2) (0+1) (0+0) (0+2) (0+2) (0+3) |
| Campionati mondiali di biathlon 2011 |                 |             |       |                                                                               |                                                           |                                                                      |                                                           |                                                                    |                                                           |
| 3 marzo 2011                         | Chanty-Mansijsk | Russia      | MX    | Norvegia Tora Berger Ann Kristin Flatland Ole Einar Bjørndalen Tarjei Bø      | 1:14:22.5 (0+1) (0+0) (0+1) (0+1) (0+2) (0+1) (0+0) (0+1) | Germania Andrea Henkel Magdalena Neuner Arnd Peiffer Michael Greis   | 1:14:45.4 (0+2) (0+0) (0+0) (0+0) (0+1) (0+2) (0+2) (0+1) | Francia Marie-Laure Brunet Marie Dorin Alexis Bœuf Martin Fourcade | 1:15:38.7 (0+2) (0+2) (0+0) (0+3) (0+0) (0+1) (0+0) (0+0) |

Legenda:

MX = staffetta mista

### Classifiche

#### Generale
| Pos. | Nazione  | Punti |
| ---- | -------- | ----- |
| 1    | Francia  | 150   |
| 2    | Germania | 148   |
| 3    | Svezia   | 141   |
| 4    | Russia   | 129   |
| 5    | Italia   | 121   |